# Jonasz z 2B

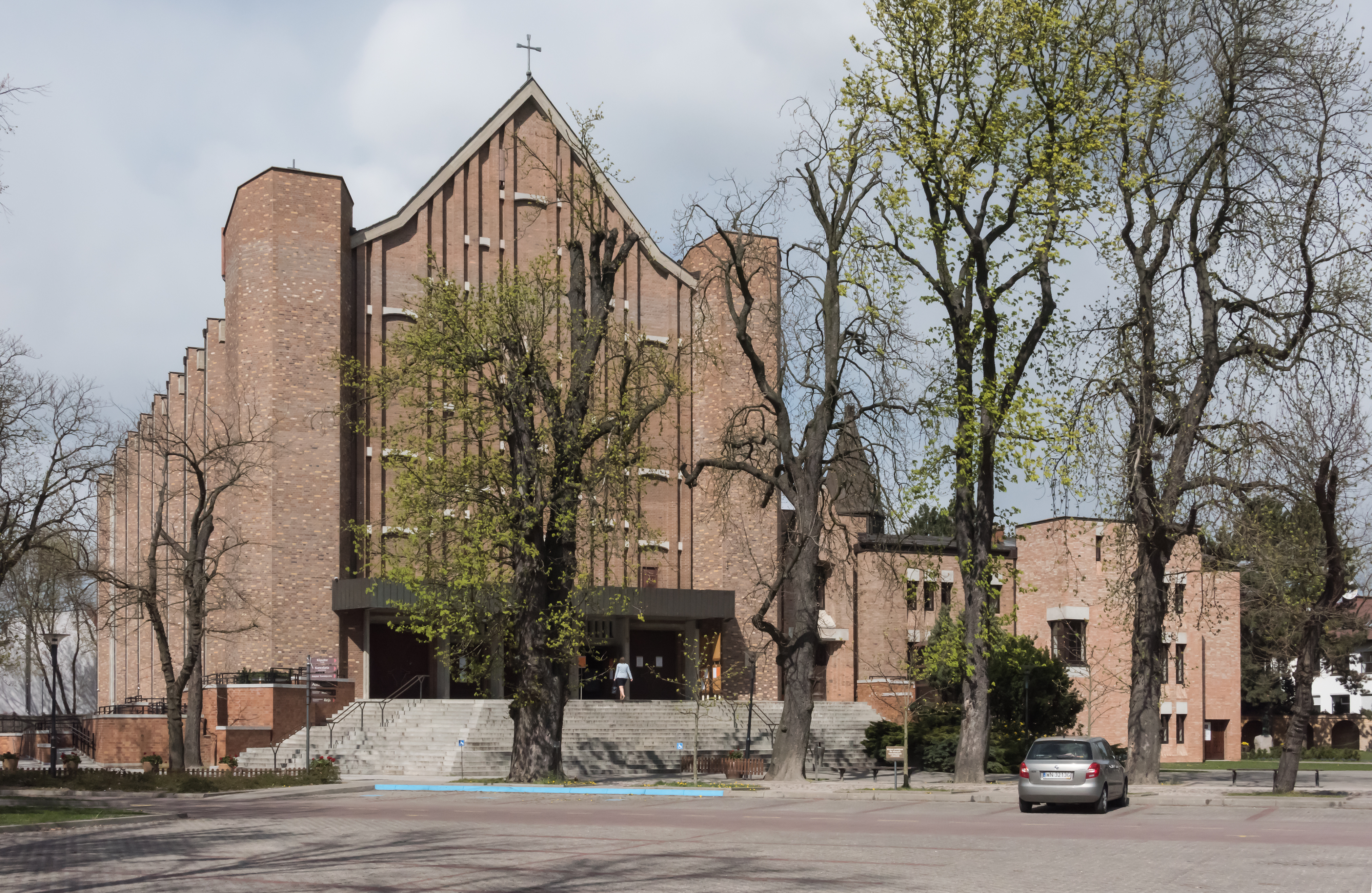
Kościół przy klasztorze ojców dominikanów na Służewie, jedno z miejsc akcji serialu

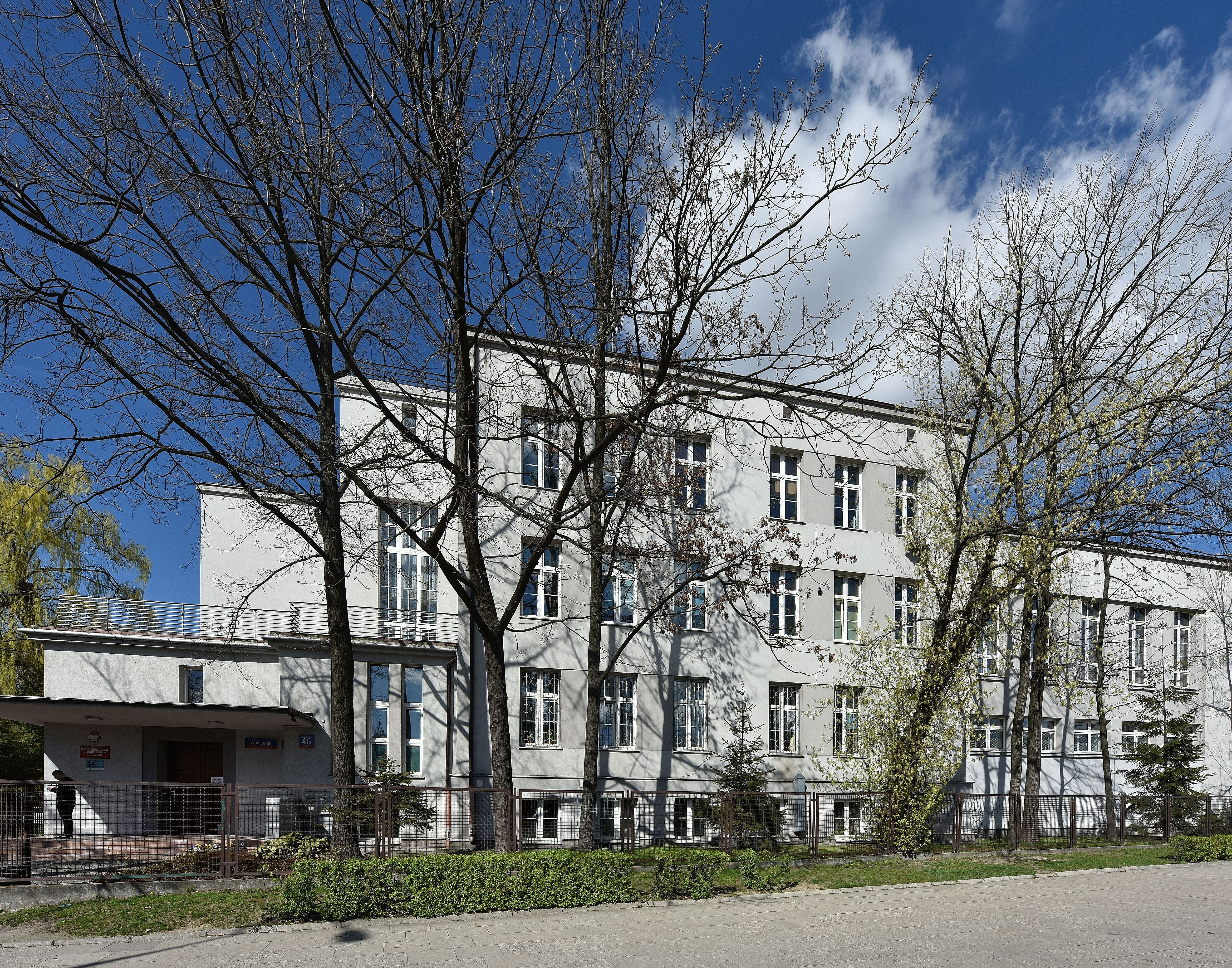
VII LO im. Juliusza Słowackiego w Warszawie, jedno z miejsc akcji serialu

Jonasz z 2B (Jonasz z II B, Jonasz z 2b) – 9-odcinkowy polski internetowy serial młodzieżowo-ewangelizacyjny, emitowany od 26 lutego do 12 kwietnia 2020 w serwisie YouTube na kanale o. Adama Szustaka OP Langusta na palmie.

## O serialu
Twórcami serialu są Angelika i Mateusz Olszewscy, absolwenci PWSFTviT w Łodzi i Akademii Teatralnej im. Aleksandra Zelwerowicza w Warszawie. Mateusz jest reżyserem serialu, Angelika zaś autorką scenariusza, kierownikiem produkcji i odtwórczynią jednej z ról.
22 lutego 2020 opublikowano 20-sekundową zapowiedź serialu. Jako główny motyw muzyczny wykorzystano utwór Niezatapialny zespołu Projekt Przebudzenie. Tłem akcji serialu jest m.in. VII Liceum Ogólnokształcące im. Juliusza Słowackiego w Warszawie i Parafia św. Dominika w Warszawie. Dalsze losy bohaterów zostały przedstawione w serialu Jonasz z maturalnej.

## Fabuła
Akcja serialu rozpoczyna się w Środę Popielcową. Nastoletni Jonasz planuje zaprosić do kina Magdę, uczennicę tego samego liceum, jednak nieoczekiwanym biegiem wypadków zamiast na film trafia na spotkanie wspólnoty religijnej Oikos. Po wysłuchaniu nauki księdza chłopak decyduje się podjąć wielkopostne wyzwanie – ma do Wielkanocy przybliżyć do Jezusa siedem osób ze swojego najbliższego otoczenia. Jonasz, realizując zadanie, próbuje równocześnie zdobyć serce Magdy.

## Obsada
- Piotr Bondyra – licealista Jonasz
- Julia Biesiada – Magda, koleżanka Jonasza
- Krzysztof Godlewski – Piotrek, kolega Jonasza
- Angelika Olszewska – Ewka, siostra Jonasza
- Piotr Cyrwus – Henryk, ojciec Jonasza
- Natasza Sierocka – Grażyna, matka Jonasza
- Ksawery Szlenkier – ksiądz Jakub
- Dominik Bąk – Dzida, nauczyciel WF-u
- Tomira Kowalik – Halina, babcia Jonasza
- Kamila Kamińska – Aśka, koleżanka Magdy
- Adam Szustak OP – rekolekcjonista
- Michał Floriańczyk – Jimmy, znajomy Jonasza
- Jędrzej Hycnar – Karol, kuzyn Magdy
- Sławomir Głazek – Władziu, sąsiad Jonasza
- Agata Karpiel – Danka, sąsiadka Jonasza
- Izabela Budzinowska – Mariola
- Filip Milczarski – policjant (odc. 2), Eryk, kolega Jonasza (odc. 5)
- Tomasz Jasiński – policjant (odc. 2), ochroniarz (odc. 6)
- Kaja Zalewska – koleżanka Magdy
- Patrycja Jakacka – koleżanka Magdy
- Magdalena Gonera – kelnerka
- Mateusz Olszewski – przechodzień
- Remigiusz Jankowski – mężczyzna przed klubem
- Hubert Matysiak – mężczyzna przed klubem

## Lista odcinków
| Odc. | Tytuł odcinka     | Premiera         | Długość |
| ---- | ----------------- | ---------------- | ------- |
| 1    | Wezwanie          | 26 lutego 2020   | 12:26   |
| 2    | Siostra           | 4 marca 2020     | 11:24   |
| 3    | Dzida             | 11 marca 2020    | 10:03   |
| 4    | Babcia            | 18 marca 2020    | 13:29   |
| 5    | Eryk              | 25 marca 2020    | 8:54    |
| 6    | Jimmy             | 1 kwietnia 2020  | 13:23   |
| 7    | Władziu           | 5 kwietnia 2020  | 13:02   |
| 8    | Ojciec            | 8 kwietnia 2020  | 13:25   |
| 9    | Niezwykłe Triduum | 12 kwietnia 2020 | 11:54   |

## Ekipa produkcyjna serialu
- Scenariusz: Angelika Olszewska
- Reżyseria: Mateusz Olszewski
- Zdjęcia: Marcin Lesisz
- Montaż: Michael Stoklosa (odc. 1), Agata Przygodzka (odc. 2–9)
- Asystent kamery: Krzysztof Piekarski, Rafał Prokopiak
- Ostrzyciel: Hubert Marciniak, Marcin Jończyk, Antoni Grałek, Przemysław Jurkiewicz
- Mistrz oświetlenia: Ireneusz Chojnacki, Robert Ladziak, Artur Winiarek
- Asystent oświetleniowca: Lena Jabłońska, Albert Korzycki
- Dźwięk na planie: Iga Kałduńska, Remigiusz Czechowicz
- Udźwiękowienie: Iga Kałduńska
- Mikrofoniarze: Martyna Kacprowicz, Adam Czerski, Kajetan Dziak, Wojciech Rypina, Helena Czerwińska
- Do udźwiękowienia wykorzystano: utwory zespołów Projekt Przebudzenie i Owca, muzykę z bazy Paris Music
- Scenografia: Michał Pańczyk, Julia Ruszkowska, Zuzanna Tokarska
- Asystent scenografa: Weronika Nowak
- Kostiumy: Justyna Jabłońska
- Asystent kostiumografa: Weronika Grzywaczewska
- Charakteryzacja: Beata Czerniszewska, Magdalena Baranek
- Fotosy: Halina Irena Jasińska
- Kierownik produkcji: Angelika Olszewska
- Asystent kierownika produkcji: Monika Szomko
- Kierownik planu: Magdalena Gonera
- Dyżurny planu: Tomasz Jasiński
- Korekta barwna: Jakub Skłodowski, Przemysław Jurkiewicz
- Czołówka i grafiki: Agata Przygodzka
- Animacje: Jakub Dudek[7][9]

## Odbiór
- O serialu pozytywnie wypowiedział się krytyk filmowy Łukasz Adamski na stronach serwisu wPolityce.pl[6].
- Serial został opisany w dwumiesięczniku Katecheza jako pomoc dydaktyczna na lekcjach religii. Do poszczególnych odcinków podano przykładowe pytania mające na celu zachęcenie uczniów do dyskusji[13].